# Dingiri Banda Wijetunga
Dingiri Banda Wijetunga (in singalese ඩිංගිරි බණ්ඩා විජේතුංග; in tamil டிங்கிரி பண்ட விஜேதுங்க; Udunuwara, 15 febbraio 1916 – Kandy, 21 settembre 2008) è stato un politico singalese.
È stato il quarto Presidente dello Sri Lanka, in carica dal maggio 1993 al novembre 1994. 
Inoltre dal marzo 1989 al maggio 1993 aveva ricoperto la carica di Primo ministro del Paese. Dal 1988 al 1989 è stato Governatore della Provincia Nord-Occidentale.
Ha ricoperto anche gli incarichi di Ministro della finanza e Ministro della difesa.
Leader del Partito Nazionale Unito dal maggio 1993 al novembre 1994, era di religione Buddhista Theravada.